# Hélio Gueiros
Hélio Mota Gueiros (Fortaleza, 12 de dezembro de 1925 – Belém, 15 de abril de 2011) foi um advogado, jornalista e político brasileiro que foi governador do Pará (1987—1991) e prefeito de Belém (1993—1997).

## Dados biográficos
Filho de Antônio Teixeira Gueiros e Zoé Mota Gueiros. Advogado formado em 1949 pela Universidade Federal do Ceará, retornou ao Pará e atuou como jornalista em O Liberal e estreou na política na legenda do PSD sob a influência de Magalhães Barata. Em 1958 figurou como suplente de deputado estadual e foi eleito em 1962, exercendo a liderança do governo Aurélio do Carmo na Assembleia Legislativa do Pará. Preso no início do Regime Militar de 1964 por defender o governo do presidente João Goulart, foi derrotado ao candidatar-se a vice-governador na chapa de Zacarias Assunção em 1965. Em 1966 foi eleito deputado federal pelo MDB, embora tenha sido cassado pelo Ato Institucional Número Cinco em 29 de abril de 1969 e perdido os direitos políticos por dez anos.
Promotor de justiça em Santarém, notário na capital paraense e chefe do setor de comunicação da Superintendência do Plano de Valorização da Amazônia, trabalhou em jornais como Folha do Norte e O Estado do Pará e ainda na TV Marajoara. Com os direitos políticos restaurados, ingressou no PMDB, aproximou-se de Jader Barbalho e foi articulista do Diário do Pará. Graças ao mecanismo das sublegendas  foi eleito senador pelo Pará em 1982 e assim votou em Tancredo Neves no Colégio Eleitoral em 1985. Eleito governador do Pará em 1986, rompeu com Jader Barbalho e foi expulso do PMDB após a eleição presidencial de 1989.
Após ingressar no PFL foi eleito prefeito de Belém em 1992 e em 1998 perdeu a eleição para senador embora reconciliado com Jader Barbalho. De volta ao PMDB foi eleito suplente de deputado federal em 2002 e perdeu a disputa pela prefeitura da capital paraense em 2004 quando obteve menos de dez por cento dos votos válidos.
Faleceu em 15 de abril de 2011, em sua residência, no bairro do Marco, em Belém.

## Política em família
Seu pai foi eleito deputado estadual e deputado federal pelo Pará após o Estado Novo e seu filho, Hélio Gueiros Júnior foi eleito vice-governador do estado em 1994 na chapa de Almir Gabriel.

## Prefeito de Belém (1993-1997)
Como prefeito de Belém, reformou e reurbanizou a avenida Doca de Souza Franco, criou a Escola Bosque, o Museu de Arte de Belém e a antiga Fundação de Parques e Áreas Verdes de Belém (Funverde) - atual Secretaria Municipal de Meio Ambiente, reformou a rede de educação e saúde, restaurou o Palácio Antonio Lemos e o Bosque Rodrigues Alves, criou o programa 192-Urgente para transporte e assistência pré-hospitalar e pavimentou vias.